# Titularbistum Nicives
Nicives ist ein Titularbistum der römisch-katholischen Kirche.
Es geht zurück auf ein früheres Bistum in der römischen Provinz Numidien in Nordafrika, das im 7. Jahrhundert mit der islamischen Expansion unterging.
| Titularbischöfe von Nicives |                            |                                               |                   |                   |
| Nr.                         | Name                       | Amt                                           | von               | bis               |
| 1                           | Angelo Félix Mugnol        | Weihbischof in Pelotas (Brasilien)            | 7. Februar 1966   | 15. Januar 1969   |
| 2                           | Guillermo Escobar Vélez    | Altbischof von Antioquía (Kolumbien)          | 28. Juli 1969     | 22. Januar 1971   |
| 3                           | Abel Alonso Núñez OdeM     | Weihbischof in Bom Jesus do Piauí (Brasilien) | 14. Juli 1971     | 24. März 1976     |
| 4                           | Stanley Joseph Ott         | Weihbischof in New Orleans (USA)              | 24. Mai 1976      | 13. Januar 1983   |
| 5                           | José Mário Stroeher        | Weihbischof in Porto Alegre (Brasilien)       | 25. März 1983     | 8. August 1986    |
| 6                           | William Jerome McCormack   | Weihbischof in New York (USA)                 | 23. Dezember 1986 | 23. November 2013 |
| 7                           | Andrzej Jerzy Zglejszewski | Weihbischof in Rockville Centre (USA)         | 11. Februar 2014  |                   |